# Operação Tempus Veritatis

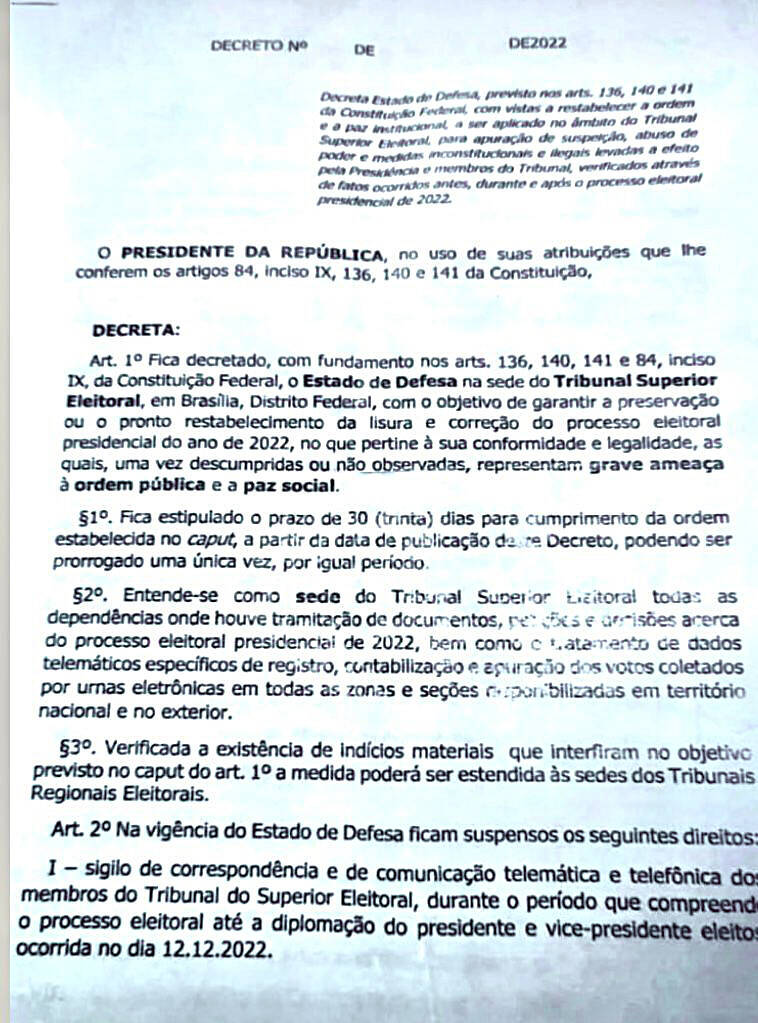
Minuta de decreto encontrada na casa de Anderson Torres

Tempus Veritatis (latim para “hora da verdade”) foi uma operação da Polícia Federal que prendeu preventivamente oficiais militares e auxiliares do ex-presidente Jair Bolsonaro. Ela também cumpriu mandatos de busca e apreensão contra, entre outros alvos, quatro ex-ministros. A operação foi deflagrada no dia 8 de fevereiro após Mauro Cid ter fechado acordo de colaboração premiada com pesquisador da PF. A operação foi embasada no vídeo apreendido em um computador do ex-ajudante de ordens Mauro Cid, da reunião ocorrida em 5 de julho de 2022 entre o ex-presidente Jair Bolsonaro e seus ministros.
O nome da operação é em referência à tentativa de abolição do Estado Democrático de Direito com o objetivo de obter vantagem de natureza política com a manutenção de Bolsonaro, então presidente da República, no poder.

## Minuta de golpe
As investigações apontou que o grupo formulou uma minuta, que previa uma série de medidas contra o poder judiciário. Esse grupo também promoveu reuniões para impulsionar a divulgação de notícias falsas contra o sistema eleitoral brasileiro e monitorou o ministro do supremo tribunal federal, Alexandre de Moraes, o responsável por autorizar a operação. A minuta pedia também as prisões de dois ministros do supremo e do presidente do senado.

## Alvos da operação

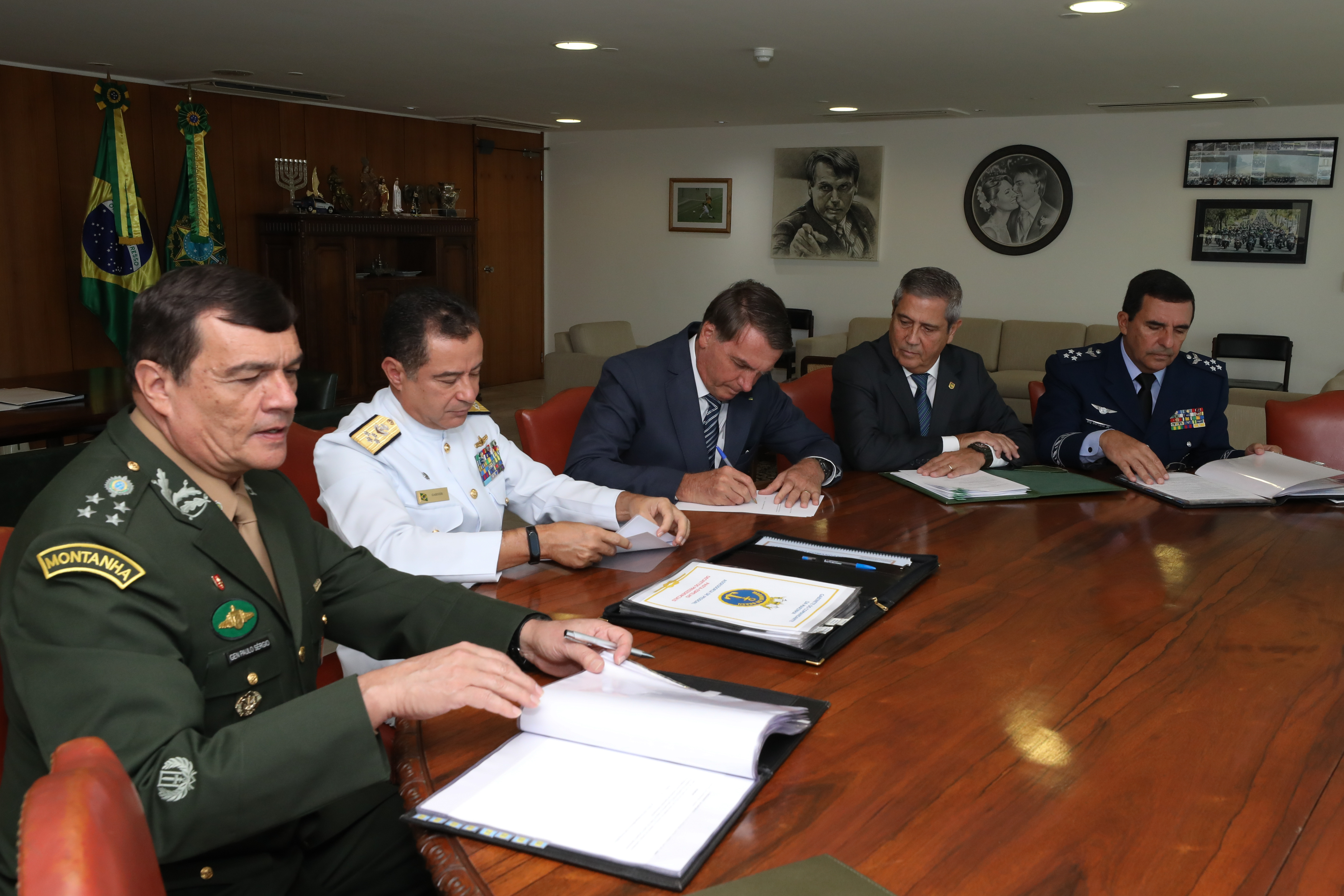
Alguns dos alvos da operação

- Jair Bolsonaro, Presidente da República
- Valdemar Costa Neto, presidente do partido PL
- Augusto Heleno, ex-ministro do GSI
- Anderson Torres, ex-ministro da Justiça
- Walter Braga Netto, candidato à Vice-Presidência
- Paulo Sérgio Nogueira de Oliveira, ex-ministro da Defesa

## Alvos de ordem de prisão
- Filipe Martins, ex-assessor especial de Bolsonaro
- Marcelo Câmara, coronel do Exército
- Rafael Martins, major do Exército
- Bernardo Romão Corrêa Netto, coronel do Exército